# Lynnville (Illinois)
Pour les articles homonymes, voir Lynnville.
Lynnville est un village situé au nord du comté de Morgan dans l'Illinois, aux États-Unis,. Il est incorporé le 26 octobre 1895.

## Démographie
Lors du recensement de 2010, le village comptait une population de 117 habitants. Elle est estimée, en 2016, à 114 habitants.

### Source de la traduction
- (en) Cet article est partiellement ou en totalité issu de l’article de Wikipédia en anglais intitulé « Lynnville, Illinois » (voir la liste des auteurs).